# 諸葛建
諸葛 建（しょかつ けん、? - 253年）は、中国三国時代の呉の政治家・武将。字は起岑。徐州琅邪郡陽都県の人。祖父は諸葛瑾。父は諸葛恪。兄は諸葛綽・諸葛竦。

## 生涯
諸葛恪の三男にあたる。諸葛建は歩兵校尉であった。
建興2年（253年）、諸葛恪が謀殺されたと聞くと、諸葛建は兄の諸葛竦とともに母親を車に載せて逃亡した。孫峻は、騎督の劉承をやって彼らを追いかけさせて、白都において諸葛竦を斬った。諸葛建は途中で諸葛恪の属官であった徐平の部曲に捕えらえれたが、徐平に見逃された。そのまま長江を渡ることはできたが、北方の魏に逃げこもうとして数十里行った所で別の追手の兵に追いつかれて捕まったという。
その後の消息は不明であるが、諸葛恪の子孫がみな絶えて、蜀で諸葛亮の養子となっていた諸葛喬の子の諸葛攀が呉に戻って跡を継いだとあるので、諸葛建もこの時に殺害されたと思われる。